# ایزووالرامید
ایزووالرامید (به انگلیسی: Isovaleramide) یک ترکیب شیمیایی با شناسه پاب‌کم ۱۰۹۳۰ است. 